# Elevatordomptøren
Elevatordomptøren er en dansk kortfilm fra 1994 med instruktion og manuskript af Torsten Zúhon Rosendal.

## Handling
En forelskelse - en vareelevator - en livsfarlig cocktail.